# خانه تیمناک
منزل تیمناک مربوط به دوره قاجار است و در شیراز، محله قدیمی کوچه مسجد مولا واقع شده و این اثر در تاریخ ۲۵ اسفند ۱۳۸۰ با شمارهٔ ثبت ۵۰۳۰ به‌عنوان یکی از آثار ملی ایران به ثبت رسیده است.